# Natașa Kandić
Nataša Kandić (în sârbă Наташа Кандић; n. 16 decembrie 1946, Kragujevac, RSF Iugoslavia) este o activistă sârbă pentru drepturile omului și coordonatoare a Rețelei de Reconciliere RECOM, fondatoare și fostă directoare executivă la Centrul de Drept Umanitar (HLC), o organizație care militează pentru drepturile omului și reconciliere în fosta Iugoslavie, axată pe rolul sârbilor în conflict. HLC a fost înființată în 1992. Cercetările HLC au fost parte integrantă a urmăririlor penale pentru crime de război ale Tribunalului Penal Internațional pentru Fosta Iugoslavie (ICTY), în special videoclipul cu „pistol fumegând” care leagă forțele militare sârbe de masacrele de la Srebrenica. Ea a câștigat numeroase premii internaționale pentru activitatea sa în domeniul drepturilor omului (Premiul pentru observator obiectiv al Amnesty International, printre altele). Ea este o figură controversată în Serbia, unde a fost subiectul unui proces pentru defăimare din partea fostului președinte al Serbiei Tomislav Nikolić.

## Carieră

### Centrul de Drept Umanitar
Kandić este sociolog de pregătire. În 1992, ea a fondat și a devenit director executiv al Centrului de Drept Umanitar din Belgrad, o organizație pentru drepturile omului care a fost lăudată pentru investigațiile sistematice și imparțiale ale abuzurilor drepturilor omului. De la începutul războaielor iugoslave la începutul anilor 1990, ea a documentat și a protestat împotriva crimelor de război comise între 1991 și 1999, inclusiv legate de tortură, viol și crimă. Potrivit Businessweek, munca ei a atras „ura colegilor sârbi și a liderilor militari din întreaga regiune – și a câștigat admirația apărătorilor drepturilor omului din întreaga lume”. 
De-a lungul războiului din Kosovo, ea a călătorit prin Serbia, furnizând informații lumii exterioare despre încălcările drepturilor omului comise de poliție și grupuri paramilitare. Ea a fost unul dintre puținii activiști sârbi pentru drepturile omului care a continuat să investigheze criza din Kosovo după uciderea lui Slavko Ćuruvija și care a colaborat cu activiștii etnici albanezi. Ea și echipa ei au primit amenințări anonime pentru munca lor, iar biroul lor a fost vandalizat cu o svastică vopsită și mesajul „spionii NATO”. În decembrie 1999, avocatul HLC Teki Bokshi a fost arestat în Kosovo de poliția sârbă, provocând proteste din partea HLC și a unui reprezentant al Națiunilor Unite.
Probele pe care le-a adunat au fost ulterior folosite în pregătirea rechizitoriilor de către Curtea Penală Internațională pentru Fosta Iugoslavie la Haga. Ea a oferit un videoclip cu paramilitari sârbi bosniaci care execută șase prizonieri bosniaci în apropiere de Trnovo, video care a folosit ca dovadă pentru rolului Serbiei în masacrul de la Srebrenica, în care au fost uciși 7.500 de bărbați și băieți bosniaci. Kandić a găsit o copie a casetei, făcută inițial de paramilitari, de la un bărbat din Šid, care a furnizat-o doar cu condiția ca ea să nu o difuzeze până când acesta nu a părăsit țara în siguranță. Fragmente din casetă au fost difuzate ulterior la televiziunea sârbă și bosniacă. The Guardian a descris caseta ca fiind „pistolul fumegând” — „dovada finală, incontestabilă a rolului Serbiei în masacrele de la Srebrenica”  — în timp ce The New York Times a numit difuzarea înregistrării la televiziunea sârbă un moment "decisiv" pentru țară. Kandić a criticat o hotărâre din 2007 în Serbia, care descrisese crima ca fiind "uciderea a șase bărbați de origine musulmană", despre care "nu era clar că proveneau din Srebrenica". Kandić a declarat: "Această hotărâre trimite un mesaj foarte periculos", afirmând în continuare: "Atât din punct de vedere moral, cât și din punct de vedere faptic, aceasta nu este justiție".
În 2003, ea a criticat desfășurarea trupelor sârbe în Afganistan, afirmând că armata ar trebui mai întâi reformată și procesele pentru crime de război încheiate.
În 2004, ea a contribuit la expunerea jurnalistului american Jack Kelley, un reporter al USA Today despre care a descoperit că a fabricat mai multe povestiri importante. Ea a contestat relatarea lui în care a folosit-o ca sursă pentru o știre care a fost pe prima pagină a ziarului în iulie 1999, o știre despre un ordin tipărit al armatei iugoslave de a „curăța” un sat din Kosovo.

### Incident din 2003 în Piața Republicii
În 2003, Kandić a participat la un miting de protest organizat de Ziua Internațională a personalor dispărute în Piața Republicii din Belgrad, împotriva lipsei de informații despre sârbii kosovari dispăruți de la conflictul din 1999. Ea a fost confruntată și insultată în mod repetat de alți participanți care au numit-o „trădătoare”. După ce Nikola Popović, un refugiat sârb în vârstă din Kosovo, a confruntat-o în mod direct și ar fi bruscat-o, ea l-a lovit cu palma peste față și a țipat la el. Polițiștii prezenți au luat-o deoparte și i-au cerut documentele, lucru față de care ea a protestat spunând că ar trebui să le ceară în schimb de la alte persoane. Ulterior, poliția a acuzat-o pentru comportament violent în public și nerespectarea ordinelor poliției.  
Organizația care reprezintă refugiații sârbi a depus, de asemenea, acuzații. Ea și-a justificat acțiunile afirmând că a trebuit să se "apere [de] patriotismul sârb". În iulie 2005, primul tribunal municipal din Belgrad a respins procesul privat împotriva lui Kandić. Cei prezenți l-au numit pe judecătorul care prezida ședința "trădător sârb".

### Proces pentru defăimare
Kandić a fost inițial găsită vinovată pentru acuzații de defăimare în februarie 2009, după declarațiile ei din 2006 conform cărora Tomislav Nikolić a ucis bătrâni în Croația în timpul războiului. Ea a fost amendată cu 200.000 de dinari sârbi (în jur de 2.000 de euro la acea vreme). Organizația internațională pentru drepturile omului Front Line a condamnat acuzațiile ca „parte a unei campanii care vizează stigmatizarea apărătorilor drepturilor omului și a organizațiilor pentru drepturile omului care operează în Serbia, prezentându-i drept dușmani ai țării” , iar Human Rights Watch a numit cazul drept un exemplu de legi penale privind calomnia folosită ca „un instrument pentru a reduce la tăcere criticile privind drepturile omului”. Acuzațiile au fost ulterior anulate în apel de către Tribunalul Districtual din Belgrad.

### Recunoaștere internațională
Kandić a primit peste 20 de premii internaționale, regionale și naționale pentru drepturile omului. În 2000, a câștigat Premiul Martin Ennals pentru apărătorii drepturilor omului, acordat în comun de Amnesty International, Diakonia, Human Rights Watch, HURIDOCS, International Alert, Comisia Internațională a Juriștilor, Federația Internațională pentru Drepturile Omului, Serviciul Internațional pentru Drepturile Omului și Organizația Mondială Împotriva Torturii, premiu acordat anual unei persoane sau unei organizații care a dat dovadă de un curaj excepțional în combaterea încălcărilor drepturilor omului.
Ea a fost recunoscută de Time drept unul dintre cei 36 de eroi europeni ai săi în 2003 și din nou prezentată ca erou european Time în 2006. În 2004, Fundația People in Need i-a acordat lui Kandić și HLC Premiul Homo Homini, prezentat de Václav Havel.
În 2005, Kandić a fost proclamată cetățean de onoare al Saraievoi, iar revista Slobodna Bosna a numit-o Persoana Anului din Bosnia și Herțegovina. În septembrie 2006, Kandić a primit Ordinul Danica Hrvatska, acordat de președintele Croației persoanelor care au contribuit semnificativ la promovarea valorilor morale.
În aprilie 2018, a fost onorată pentru munca sa cu premiul „Hartën e Artë të Kosovës” („Harta de Aur a Kosovo”) de către Ramush Haradinaj, la acea vreme prim-ministru al Kosovo și fost lider al Armatei de Eliberare a Kosovo (KLA).